# Uzuki (destroyer, 1925)
Pour les autres navires du même nom, voir Uzuki.
L'Uzuki (卯月, avril) est un destroyer de la classe Mutsuki construit pour la Marine impériale japonaise pendant les années 1920.

## Historique
À la fin des années 1930, l'Uzuki participe à la seconde guerre sino-japonaise, couvrant les débarquements des troupes japonaises dans le centre et le sud de la Chine et plus tard pendant l'invasion japonaise de l'Indochine en 1940.
Au moment de l'attaque de Pearl Harbor, l'Uzuki rejoint le 23e division de destroyers (2e escadron de porte-avions - Kidō Butai) et est déployé depuis Haha-jima, dans les îles Ogasawara, dans le cadre de l'invasion de Guam. Il retourne à Truk au début du mois de janvier 1942 pour couvrir les débarquements des forces japonaises lors de l'opération R à Kavieng, en Nouvelle-Irlande, le 23 janvier, retournant à Truk un mois plus tard. En mars, l'Uzuki couvre les débarquements des forces japonaises lors de l'opération SR dans le nord des îles Salomon, dans les îles Lae et de l'Amirauté. Le destroyer est réaffecté dans la 4e flotte le 10 avril. Lors de la bataille de la mer de Corail du 7 au 8 mai 1942, l'Uzuki est affecté à l'escorte du pétrolier Hoyo Maru dans la région des Shortland, avant de retourner à l'arsenal naval de Sasebo pour une remise en état le 28 mai. À la fin de juin, alors basé à Truk, il est chargé d'escorter des convois transportant des équipes de construction d'aérodromes jusqu'à Bougainville et à Guadalcanal, tout en patrouillant aux alentours de Rabaul. Lors de l'invasion de Buka (21-22 juillet), l'Uzuki est mitraillé par des avions alliés, tuant 16 membres d'équipage. Le 11 août, l'Uzuki quitte Rabaul pour sauver des survivants du croiseur Kako, coulé par un sous-marin américain. À la fin du mois d'août, au cours d'un « Tokyo Express » vers Guadalcanal, le destroyer est endommagé à la suite d'une attaque de bombardiers B-17 Flying Fortress de l'US Air Force, retournant à Sasebo le 14 septembre pour des réparations.
Le 1er décembre 1942, l'Uzuki est affecté dans la 8e flotte, escortant le porte-avions Chūyō de Yokosuka à Truk, et un convoi de troupes de Truk à Rabaul à la fin de l'année. Le 25 décembre au large de Rabaul, l'Uzuki est gravement endommagé après une collision avec le transport torpillé à la dérive Nankai Maru, au cours duquel il est remorqué par les destroyers Ariake et Urakaze à Rabaul pour des réparations d'urgence. Le 5 janvier 1943, il subit d'autres dommages pendant qu'il est à Rabaul. Le destroyer Suzukaze le remorque jusqu'à Truk avant de rejoindre Sasebo par ses propres moyens le 3 juillet. Les réparations achevées à la mi-octobre, l'Uzuki retourne à Truk et escorte les croiseurs Kiso et Tama, jusqu'à Rabaul. Les 23 et 24 octobre, l'Uzuki se rend dans la baie de Jacquinot, en Nouvelle-Bretagne, pour sauver les survivants de son navire jumeau Mochizuki. Il effectue ensuite des « Tokyo Express » à travers les îles Salomon jusqu'à la fin novembre. Les 24 et 25 novembre, il engage sans succès des destroyers de l'US Navy lors de la bataille du cap Saint-George, pendant l'évacuation japonaise de Buka. En décembre, l'Uzuki est affecté à l'escorte les pétroliers entre Rabaul, Truk et Palau.
En janvier 1944, l'Uzuki escorte le croiseur Nagara jusqu'au Japon. Après une remise en état à l'arsenal naval de Sasebo, l'Uzuki escorte des convois de troupes de Yokosuka à Palau, Yap, Saipan et Truk jusqu'à la fin du mois de juin. Au cours de la bataille de la mer des Philippines (19-20 juin), l'Uzuki fait partie de la deuxième force d'approvisionnement. Le 20 juin, il secourt l'équipage du transport Genyo Maru avant de le saborder. Il escorte ensuite des convois de Kure à Manille puis Singapour à la mi-novembre. Le 18 juillet, le destroyer est affecté à la flotte combinée et, le 20 novembre, réaffectée dans la 5e flotte.
Le 12 décembre, pendant la bataille de la baie d'Ormoc, alors qu'il escortait un convoi de troupes de Manille à Ormoc, l'Uzuki est torpillé par les PT boats PT-490 et PT-492, à 50 milles (80 km) au nord-est de Cebu, à la position 11° 03′ N, 124° 23′ E. 170 des 229 membres d'équipage (dont le lieutenant Watanabe) décèdent dans cette attaque.
L'Uzuki est rayé des listes de la marine le 10 janvier 1945.